# Шайгалик, Павол
Павол Шайгалик (словац. Pavol Šajgalík; род. 30 июня 1955 года в Братиславе, Чехословакия) — словацкий учёный-материаловед. Председатель Словацкой Академии наук с 2015 года, переизбранный также на каденцию 2017—2021 годов.

## Биография и карьера
Павол Шайгалик получил высшее образование в области экспериментальной физики на факультете естественных наук Университета Коменского в Братиславе, закончив его в 1979 году. С тех пор работает в Институте неорганической химии словацкой Академии наук.
В 1981 году получил магистерскую степень RNDr Университета Коменского, в 1987 — степени кандидата наук (CSc) в Физическом институте и доктора наук (DSc) в Институте неорганической химии Словацкой академии наук Словацкой Академии наук.
В 1998 году получил должность доцента на факультете металлургии Технического университета в Кошице и профессора в Университете Александра Дубчека в Тренчине. В 1999—2013 годах занимал пост директора Института неорганической химии Словацкой академии наук.
Основная область научных интересов — исследования материалов, конструкционной керамики, керамических нанокомпозитов, фазовые превращения и микроструктура. Исполняя обязанности на более высоких постах, продолжает работать заведующим кафедрой керамических материалов Института неорганической химии САН.